# Jörg Kupjetz

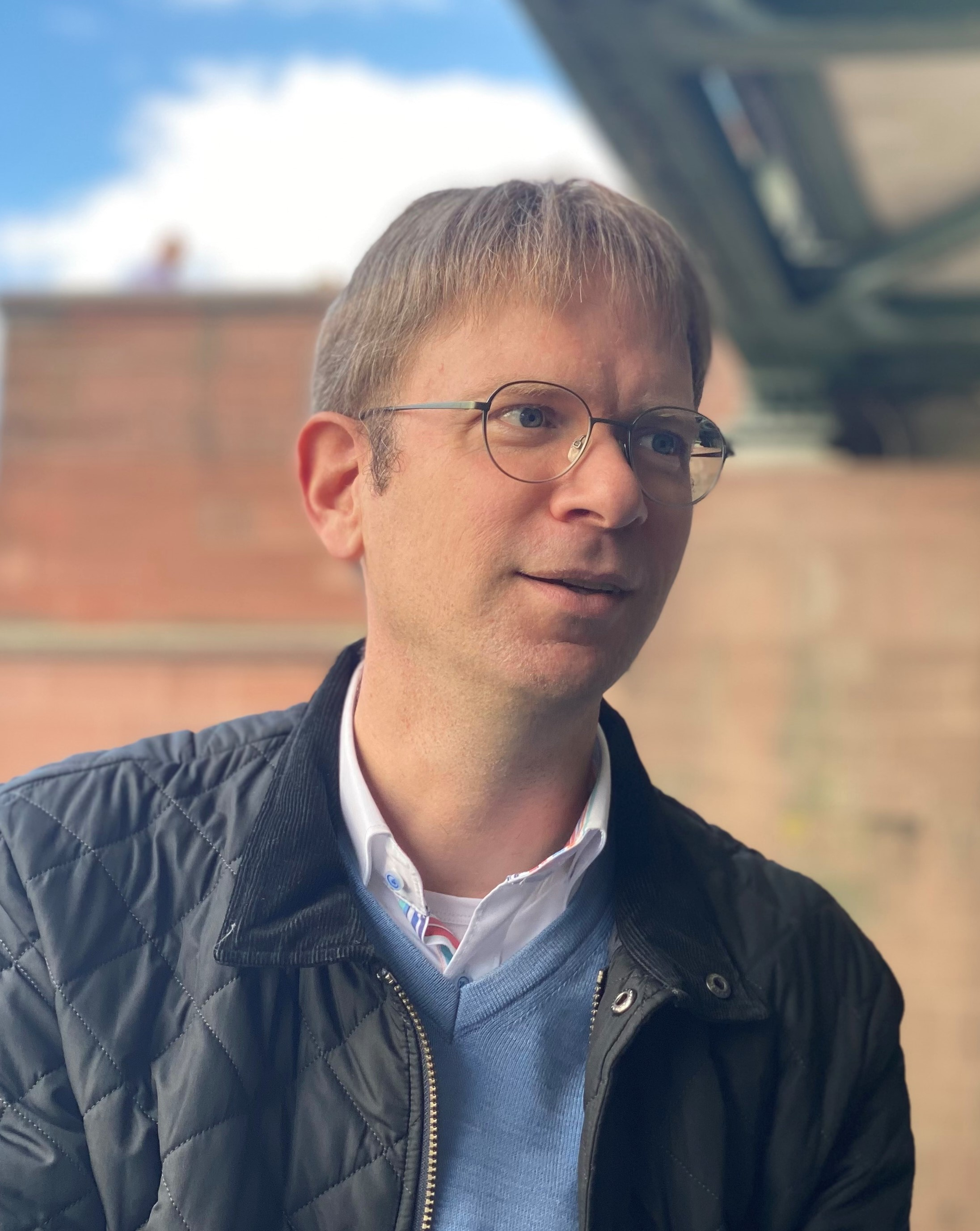
Jörg Kupjetz (2022)

Jörg Kupjetz (* 1975) ist ein deutscher Rechtswissenschaftler und Hochschullehrer.

## Leben und Wirken
Jörg Kupjetz studierte Rechtswissenschaften an der Universität Osnabrück, der University of California, Los Angeles (UCLA) und der Ruprecht-Karls-Universität Heidelberg, wo er 2002 bei Thomas Hillenkamp promoviert wurde. Es folgte ein Managementstudium an der Frankfurt School of Finance & Management, das er 2004 als Dipl.-Bankbetriebswirt abschloss.
Neben der 2002 erworbenen Zulassung als deutscher Rechtsanwalt wurde Kupjetz 2007 auch als Solicitor in England und Wales zugelassen und arbeitet neben seiner Hochschultätigkeit als Rechtsanwalt im Bereich Bank- und Finanzrecht. Weiterhin ist er ausgebildet als Wirtschaftsmediator und Compliance Manager.
Seit 2010 ist Kupjetz Professor für Wirtschaftsrecht an der Frankfurt University of Applied Sciences. Schwerpunkte seiner Lehre sind das Verhandeln und Gestalten von Verträgen. Er leitet als geschäftsführender Direktor das Institut für wirtschafts- und rechtswissenschaftliche Forschung Frankfurt. Kupjetz ist Mitglied des Direktoriums des Instituts für Vertragsgestaltung und Konfliktlösung und Gründer und Mitherausgeber der Wirtschafts- und rechtswissenschaftlichen Beiträge am Fachbereich 3 der Frankfurt University of Applied Sciences sowie Mitglied des Scientic Councils des Scientific Journals der Faculty of Management der Natur- und Geisteswissenschaftlichen Universität Siedlce (Polen).
Von 2018 bis 2022 lehrte er als Gastdozent an der accadis Hochschule Bad Homburg im Fachbereich „Economics and Law“. Kupjetz ist seit Oktober 2022 mit seiner monatlichen Kolumne „Best of Vertrag und Verhandeln“ im founders Magazin vertreten.

## Publikationen (Auswahl)
- Moderne Produktions- und Absatzformen im Spiegel strafrechtlicher Verantwortlichkeiten, Dissertation, Heidelberg 2002.
- Die Master-KAG als strategische Option für den Spezialfondsmarkt. Bankakademie-Verlag, Frankfurt 2005, ISBN 978-3-937519-24-1.
- Bestellung und Verwertung von Grundpfandrechten in England und Wales. In: Axel Kokemoor, Karl Kroeschel et al. (Hrsg.),  Recht im Dialog – Gedächtnisschrift für Rainer Wörlen. Nomos, Baden-Baden 2013, ISBN 978-3-8487-0425-5.
- Der erfolgreiche Vertrag. Von der Idee bis zur Umsetzung – 110 Tipps für Ihre Verträge. Verlag Service Edition, Frankfurt 2013, ISBN 978-3-9807324-4-4.
- Verträge verstehen für Nichtjuristen. Worauf man im Alltag achten muss. Redline Verlag, München 2017, ISBN 978-3-86881-676-1.
- Verträge verhandeln. Tipps und Wissen für den erfolgreichen Vertragsabschluss. Redline Verlag, München 2021, ISBN 978-3-86881-824-6.
- Erfolgreich verhandeln. Die Toolbox für eine effektive Verhandlungsführung. Gabal Verlang, Offenbach 2025, ISBN 978-3-96739-236-4.